# Hong Sok Hour
 (septembre 2015).
Hong Sok Hour est un homme politique cambodgien.
Réfugié en France lors du génocide par les khmers rouges, il acquiert la nationalité française. Il retourne ensuite dans son pays d'origine et devient aux élections de 2012 l'un des 12 sénateurs représentant le principal parti d'opposition au régime, le SRP/CNRP.

## Offense au dictateur
Ce sénateur est envoyé en prison en août 2015 sur ordre de Hun Sen, pour diffusion d'images trafiquées sur Facebook. Il reçoit un soutien officiel du Parlement européen. Il reçoit aussi des visites en prison, comme celle d'une délégation officielle de la Zambie et celle des représentants consulaires français. Après avoir envoyé une lettre d'excuses, Hong Sok Hour est libéré le 25 octobre 2017 par pardon royal. En fait, il s'était étonné que les frontières entre le Cambodge et le Vietnam aient été modifiées sans raison apparente ; or, depuis longtemps, l'opposition au régime de Hun Sen reprochait à Hun Sen d'être à la solde des vietnamiens, ce que celui-ci ne pouvait pas accepter. 
À la suite de la libération de Hong Sok Hour en octobre 2017, Hun Sen fait dissoudre officiellement le parti politique d'opposition SRP/CNRP en novembre 2017. Un nouveau parti d'opposition est reconstitué, le parti de la bougie (Candlelight Party), auquel Hong Sok Hour adhère immédiatement. Cependant ce parti n'obtient aucune voix lors des élections sénatoriales de 2018, et n'est pas autorisé à présenter de candidat aux élections de juillet 2023,. 